# Al-Lakba
Al-Lakba (arab. اللقبة) – miejscowość w Syrii, w muhafazie Hama. W 2004 roku liczyła 1908 mieszkańców.